# Black Friday (Album)
Black Friday ist das zwölfte Soloalbum des Berliner Rappers Bushido. Das Album erschien am 9. Juni 2017 über das Label ersguterjunge und erreichte in Deutschland, Österreich und der Schweiz Platz 1 der Album-Charts. Darüber hinaus wurde das Album eine Woche nach Release insgesamt 14,6 Millionen Mal auf Spotify gestreamt und hielt damit wochenlang den Rekord als meistgestreamtes Album eines deutschsprachigen Künstlers auf Spotify. Black Friday ist außerdem das letzte Album, das über ersguterjunge vor der Trennung der längeren Geschäftspartner Bushido und Arafat Abou-Chaker veröffentlicht wurde.

## Inhalt
Das Album wird dem Genre Gangsta-Rap und Battle-Rap zugeordnet. Dies zeichnet sich insbesondere durch eine Stilisierung von Bushidos Image und eine explizite Gewaltdarstellung aus. In dieser Hinsicht ähnelt Black Friday den vorherigen Alben von Bushido, jedoch bilden die Tracks Papa und Oma Lise eine Ausnahme, da diese (im Vergleich zu den anderen Tracks auf dem Album) sehr persönliche und emotionale Tracks sind. Bezüglich der beiden Tracks erklärte Bushido in einem Interview mit der B.Z. im Juni 2017: „Ich habe inzwischen ’ne Riesenfamilie mit fünf Kindern zu Hause, war in der Verfassung, Papa zu machen. Und vier Jahre nach dem Tod meiner Mutter auch Oma Lise. Und wenn ich mich beim nächsten Album anders fühle, hol ich halt wieder die Brechstange raus.“ Ansonsten findet man auf dem Album überwiegend explizite Gangsta-Rap Tracks vor. Dies gilt für die Standard-Edition, als auch für die Bonus-EP.

## Produktion
Das Album wurde von Bushido selbst und von seinem üblichen Produzententeam, bestehend aus Beatzarre und Djorkaeff, sowie den Produzenten OZ, Nico Chiara, Nico Santos, Shindy, Myvisionblurry, Babyblue, BLWYRMND, Fler, ForeignTeck, HellYes und Christopher Bauer produziert. Der Großteil der musikalischen Untermalung ist recht düster gehalten. Darüber hinaus lässt sich feststellen, dass die meisten Tracks klassische Hip-Hop-Beats vorweisen (z. B. Sodom & Gomorrha), allerdings befinden sich auf dem Album auch Tracks mit Trap-Beats (z. B. Gehen wir rein) oder auch klassische Hip-Hop-Beats mit Trap-Passagen (z. B. Fallout).

## Covergestaltung

Bushidos Logo

Das Albumcover zeigt das Bushido-Logo in giftgrün auf schwarzem Untergrund. Das Logo befindet sich im Zentrum des Covers. Im unteren Teil des Covers steht der weiße Schriftzug Black Friday.

## Gastbeiträge
Auf neun Liedern des Albums (inklusive Bonus-EP) sind neben Bushido auch andere Künstler als Features vertreten. Davon enthält die Standard-Edition sechs und die Bonus-EP drei.
Standard-Edition: AK Ausserkontrolle (Echte Berliner), Shindy (Moonwalk), M.O.030 (Gehen wir rein), Fler (CCNDNA), Laas Unltd. (Switch Stance) und Ali Bumaye (Angst).
Bonus-EP: Frauenarzt & Taktloss (Anders als ihr), M.O.030 (Alles wird wahr) und Metrickz (Charakter).

## Titelliste
| #  | Titel                     | Gastbeiträge       | Produzent                                                          | Länge |
| -- | ------------------------- | ------------------ | ------------------------------------------------------------------ | ----- |
| 1  | Black Friday              |                    | Bushido, Beatzarre & Djorkaeff                                     | 2:19  |
| 2  | Sodom und Gomorrha        |                    | Bushido, OZ, Nico Chiara, Beatzarre & Djorkaeff, Myvisionblurry    | 3:22  |
| 3  | Echte Berliner            | AK Ausserkontrolle | Bushido, OZ, Beatzarre & Djorkaeff                                 | 2:56  |
| 4  | Fallout                   |                    | Bushido, OZ, Shindy, Beatzarre & Djorkaeff                         | 3:15  |
| 5  | Moonwalk                  | Shindy             | OZ                                                                 | 3:36  |
| 6  | Geschlossene Gesellschaft |                    | Bushido, OZ, Nico Chiara, Christopher Bauer, Beatzarre & Djorkaeff | 3:20  |
| 7  | Gehen wir rein            | M.O.030            | Myvisionblurry, Babyblue                                           | 3:58  |
| 8  | Papa                      |                    | Bushido, OZ, Nico Santos, Beatzarre & Djorkaeff                    | 3:38  |
| 9  | CCNDNA                    | Fler               | Nico Chiara                                                        | 3:07  |
| 10 | Ground Zero               |                    | Bushido, OZ, Beatzarre & Djorkaeff                                 | 2:59  |
| 11 | Switch Stance             | Laas Unltd.        | Myvisionblurry, OZ, BLWYRMND                                       | 3:10  |
| 12 | Angst                     | Ali Bumaye         | OZ, Nico Chiara, ForeignTeck                                       | 2:50  |
| 13 | Oma Lise                  |                    | Bushido, Beatzarre & Djorkaeff                                     | 3:32  |
| 14 | So lange                  |                    | Bushido, OZ, Beatzarre & Djorkaeff                                 | 2:49  |

Titel der Bonus-EP
| #  | Titel           | Gastbeiträge         | Produzent                                  | Länge |
| -- | --------------- | -------------------- | ------------------------------------------ | ----- |
| 1  | Intro           |                      | Bushido, Beatzarre & Djorkaeff             | 0:48  |
| 2  | Buttplug        |                      | Bushido, Beatzarre & Djorkaeff             | 3:03  |
| 3  | Phantombild     |                      | Bushido, OZ, Shindy, Beatzarre & Djorkaeff | 3:07  |
| 4  | Anders als ihr  | Frauenarzt, Taktloss | Hell Yes                                   | 4:18  |
| 5  | NMDs            |                      | Bushido, Beatzarre & Djorkaeff             | 3:09  |
| 6  | Cocaine Cowboys |                      | Bushido, OZ, Nico Chiara                   | 3:01  |
| 7  | Alles wird wahr | M.O.030              | Myvisionblurry                             | 3:19  |
| 8  | Schwarze Liste  |                      | Bushido, Shindy, Beatzarre & Djorkaeff     | 3:04  |
| 9  | Charakter       | Metrickz             | X-Plosive                                  | 2:47  |
| 10 | Konsequenz      |                      | Bushido, OZ, Nico Chiara                   | 3:00  |

## Vermarktung

### Premium-Box
Black Friday  als Standard-Edition und Box-Set, inklusive einer Bonus-EP mit zehn Songs, Instrumentals, T-Shirt und einer Schallplattenversion des 2002 erschienenen Kollaboalbums Carlo Cokxxx Nutten von Bushido und Fler. In 200 zufällig ausgewählten Box-Sets wurde ein Golden Ticket beigelegt, das dem Gewinner (inklusive Begleitung) Zutritt zu jedem der insgesamt 13 Konzerte der Bushido Black Friday Tour im Dezember 2017 gewährt. Einer weiteren zufällig ausgewählten Box wurde ein Gutschein für ein exklusives Wohnzimmer-Konzert mit Bushido beigelegt.

### Tournee
Für den Nachgang an die Veröffentlichung von Black Friday war außerdem für den Herbst 2017 unter dem Namen Black Friday-Tour eine 13 Konzerte umfassende Tournee angekündigt gewesen, die jedoch im Herbst 2017 von Bushido in den Mai 2018 verlegt wurde. Als Grund dafür gab Bushido einen Bandscheibenvorfall an. Nachdem Bushido und sein langjähriger Geschäftspartner Arafat Abou-Chaker sich Anfang Mai 2018 getrennt hatten und die Vertragssituation zahlreicher ersguterjunge-Künstler daraufhin zwischen beiden Parteien strittig war, sagte Bushido die geplante Black Friday Tour über Facebook endgültig ab.

## Rezeption

### Kommerzieller Erfolg

#### Album
Black Friday stieg am 16. Juni 2017 auf Platz 1 in die deutschen Alben-Charts ein und konnte sich 19 Wochen in den Top 100 halten. Auch in Österreich und der Schweiz erreichte der Tonträger die Chartspitze. In Deutschland ist Bushido mit Black Friday Bushidos fünftes Nummer-eins-Solo-Album in Serie und bis dahin siebtes insgesamt. In den deutschen Album-Jahrescharts 2017 belegte es Platz 16. Im Jahr 2018 wurde Black Friday in Deutschland für den Verkauf von über 100.000 Einheiten mit einer Goldenen Schallplatte ausgezeichnet. Im Jahr 2020 wurde über Bushidos Instagram angekündigt, dass das Album auch in der Schweiz den Gold-Status geknackt hat.
Darüber hinaus war Black Friday auf dem Streaming-Portal Spotify wochenlang das meistgestreamte Album eines Künstlers aus Deutschland, Österreich oder der Schweiz. Es wurde in den ersten 7 Tagen nach Release 14,6 Millionen Mal gestreamt und konnte somit den damaligen Rekord des Rappers Kollegah brechen, der mit seinem 2014 erschienenen Album King innerhalb desselben Zeitraums lediglich 10,9 Millionen Streams verbuchen konnte. Mittlerweile wurde der Streaming-Rekord von Bushido aber von der Hip-Hop-Gruppe 187 Strassenbande abgelöst, die mit ihrem Album Sampler 4 22,9 Millionen Streams innerhalb des genannten Zeitraums verbuchen konnten.

#### Singles und Musikvideos
Am 17. März 2017 erschien das Lied Fallout als Musikvideo. Die erste Single des Albums, die den Namen Gehen wir rein trägt, wurde am 7. April 2017 veröffentlicht und erreichte Platz 65 der deutschen Charts. Es folgte die Auskopplung Sodom & Gomorrha, die auf Rang 20 der Charts einstieg und die Auskopplung Papa, die Position 17 belegte. Zu den Singles erschienen ebenfalls Musikvideos. Das Musikvideo zu dem Lied Sodom & Gomorrha erschien am 18. Mai 2017, das Musikvideo zu Papa erschien am 1. Juni 2017. Neben den drei Auskopplungen konnten sich auch alle anderen Lieder der Standard-Edition nach Album-Veröffentlichung aufgrund von Streaming und Einzeldownloads in den Top 100 der deutschen Charts platzieren, wobei der Titelsong Black Friday mit Rang 28 am höchsten einstieg.

### Kritiken
| Professionelle Bewertungen | Professionelle Bewertungen |
| -------------------------- | -------------------------- |
| Kritiken                   |                            |
| Quelle                     | Bewertung                  |
| Juice                      | [ 11 ]                     |
| laut.de                    | [ 12 ]                     |
| rappers.in                 | [ 13 ]                     |
| rapview.de                 | [ 14 ]                     |

Black Friday bekam überwiegend positive Kritiken. Besonders gelobt wurde die hohe Produktionsqualität des Albums, der typische Bushido-Stil und die Lieder Papa und Oma Lise, da Bushido mit diesen Tracks zwei sehr persönliche und emotionale Tracks schuf, die man in dieser Form länger nicht mehr von ihm gehört hatte.
Jakob Paur vom Hip-Hop-Magazin Juice bewertete Black Friday mit 4,5 von 6 möglichen Kronen, da das Album „nach zwei durchwachsenen Projekten ("CCN III" und "Cla$$ic" mit Shindy) an die Vitaminspritze, die der G-Rap-Dino seiner Karriere 2014 mit "Sonny Black" verpassen konnte“, erinnere. Positiv hob er dabei den Aufbau des Albums hervor, da „der Spagat zwischen MPC-Klängen und State-of-the-Art-Sound [gelinge] und die ordentliche Dosis In-die-Fresse-Rap ("Sodom und Gomorrha", "Ground Zero", "Angst") ihre Wirkung erst aufgrund von klug gesetzten Introspektion ("Papa", "Oma Lise")“ entfalte.
Lennart Gerhardt von rappers.in bewertete Black Friday mit 3,5 von 6 möglichen Punkten. Er lobt unter anderem, dass es Bushido „durch das Einstreuen privater Facetten“ gelinge, „dem Profil wieder etwas mehr Tiefe zu geben als das auf Vorgängeralben der Fall war“ und lobt das „generell sehr hohe Produktionsniveau“.
Robin Schmidt von laut.de bewertete Black Friday mit drei von möglichen fünf Punkten. Die Lieder Papa und Oma Lise werden dabei als „zwei Hits, die man in dieser Form von Bushido jahrelang nicht gehört hat“, bezeichnet. Er lobt darüber hinaus die „unnachahmliche Attitüde“, den „krassen Sound“ und, dass Bushido „wie damals zu seinen Anfangszeiten“ klinge. Auch in dieser Rezension werden die Lieder Papa und Oma Lise positiv hervorgehoben. So wird beispielsweise gelobt, dass bei Oma Lise „die Liebe ohne Ende“ spürbar sei und für einen „Gänsehautmoment“ sorge.
Auf rap.de wurde das Album insgesamt positiv bewertet. So seien „die Songs, in denen Bushido eiskalt auf die Fresse geht, die Highlights auf Black Friday“. Es sei „sein wohl bisher bestproduziertes Album“.
Auch auf rapview.de wird das Album ebenfalls sehr positiv bewertet. Black Friday bekam 8 von 10 Punkten. Der klassische Bushido-Stil des Albums und die Produktionsqualität wird hier besonders gelobt. Es sei „ein typisches Bushido-Album, auf dem er aber in Sachen Produktion nochmal eine ganze Schippe draufgelegt hat“.